# Kolba (Oppurg)
Kolba ist ein Ortsteil der Gemeinde Oppurg im thüringischen Saale-Orla-Kreis.

## Geografie
Das Dorf Kolba liegt am Flüsschen Orla und an der Bundesstraße 281 von Gera nach Saalfeld. Hinter dem südlichen Dorfende führt die Bahnstrecke von Gera nach Saalfeld vorbei. Der Bahnhof in Oppurg ist für Reisende aus Kolba sehr gut erreichbar.
Die Gemarkung Kolbas ist sehr kupiert und die Böden sind sehr unterschiedlich. Es gibt Sand-, Löss- und Tonerdestandorte. Die Wiesen der Tallagen sind mit Teichen durchsetzt. Nach Norden beschließt die Flur ein großes Waldgebiet Richtung Langendembach.

## Geschichte
Bis zum Untergang des Thüringer Reiches um 531 besiedelten Germanen die Gegend im Orlatal, dann ließen sich laut Dorfchronik die Sorben nieder.
Die erste urkundliche Ersterwähnung des Ortes wurde für das Jahr 1323 nachgewiesen.
Im Dreißigjährigen Krieg wurde Kolba geplündert. 1848 wurden die Reallasten abgeschafft. Ein wichtiger Meilenstein für das Dorf war der Bau der Orlabrücke im Ort. 1912 wurde das Dorf an die Elektroenergie angeschlossen. 1930 erfolgte der Bau der ersten Wasserleitung.
In Kolba bewirtschaftete 1923 die Pächterin Olga Heitsch das Rittergut des Fürsten Christian Kraft zu Hohenlohe-Oehringen mit 190 ha Betriebsfläche. Nach dem Zweiten Weltkrieg wurde dieser enteignet und der Grund und Boden sowie das Inventar an Umsiedler und landarme Bauern übereignet. Das Vorwerk Positz existierte ab dieser Zeit als Volksgut.

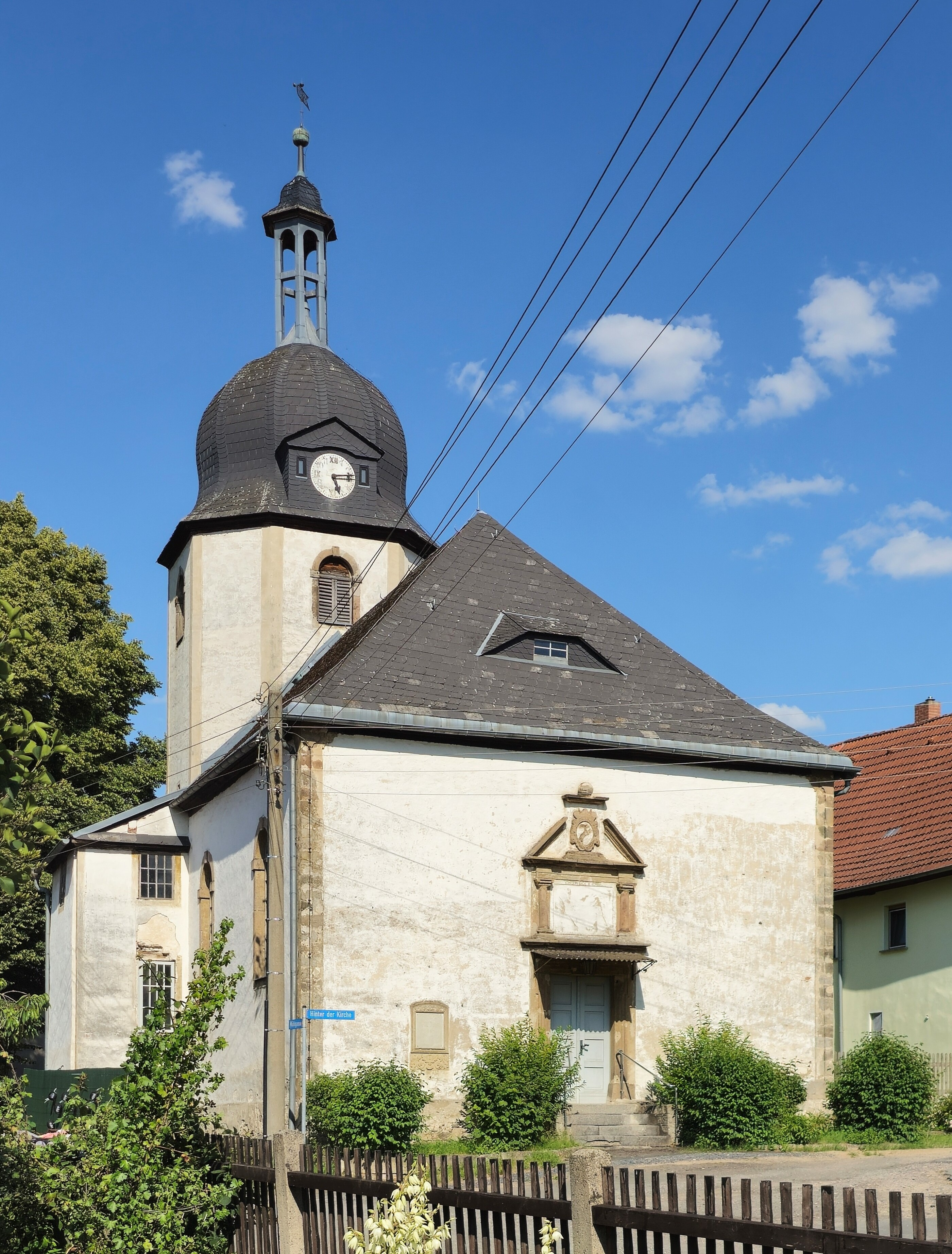
St. Johannes der Täufer

1960 wurde die erste LPG im Ort gegründet. Danach nahm die Entwicklung der Landwirtschaft im Orlatal ihren Lauf bis zur Agrar-Industrie-Vereinigung. Nach der Wende orientierten sich die Bauern neu und gründeten andere Formen der Landarbeit. Nach 1990 begann man auch mit der Umgestaltung des Ortes.

## Sehenswürdigkeiten
- Die Kirche St. Johannes der Täufer weist einen Wehrturm mit romanischer Tür auf, der den Ursprung der Kirche spätestens im hohen Mittelalter bezeugt. Die Kirche wurde um 1500 erneuert und im frühen 18. Jhd. umfassend renoviert.
- Rittergut Positz

## Persönlichkeiten
- Hans-Peter Müller (* 1956 in Kolba), Klassischer Archäologe